# Casimir Louis Victurnien de Rochechouart de Mortemart

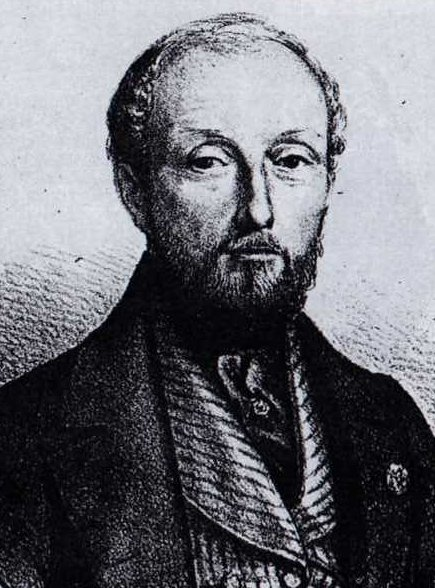
Casimir de Rochechouart, 19. Jahrhundert, aus: Georges Martin, Histoire de La Maison de Rochechouart, 1990

Casimir Louis Victurnien de Rochechouart, Duc de Mortemart (* 20. März 1787 in Paris; † 1. Januar 1875 in Neauphle-le-Vieux) aus dem Haus Rochechouart war ein französischer Militär, Diplomat und Politiker.
Er war Duc de Mortemart, Prince de Tonnay-Charente, Duc de Vivonne, Marquis de Mogneville, d’Everly, de Blainville, Comte de Maure, Baron de Mortemer, Seigneur de Mortagne, de Salagnac, de Pérusse, de Saint-Victurnien, de Sérigné, de Saint-Germain, de Lussac, de Verrières, de Bouchet-en-Brenne, de Roissy et de Bray-sur-Seine, Pair de France.
Während der Julirevolution von 1830 war er wenige Tage der letzte Präsident des Ministerrats des Königs Karl X.

## Leben

### Familiäre Herkunft und Jugend
Casimir de Rochechouart ist der Sohn von Victurnien Jean-Baptiste de Rochechouart (1752–1812), Herzog von Mortemart, und Adélaïde Pauline Rosalie de Cossé-Brissac. Durch seine Mutter ist er der Enkel von Louis Hercule Timoléon de Cossé, Herzog von Brissac, Pair von Frankreich, Militärgouverneur von Paris, der eines der Opfer der Septembermassaker im Jahr 1792 wurde. 1791 emigrierte die Familie, er wurde in England erzogen und kehrte 1801 er mit seiner Mutter nach Frankreich zurück.

### Die napoleonische Zeit
Obwohl er einen großen Namen aus dem Adel des Ancien Régime trug, schloss er sich der von Napoleon Bonaparte geführten Herrschaft an. Er trat im September 1803 in den Dienst der Gendarmerie d'ordonnance de la Garde impériale, die von Comte de Ségur befehligt wurden. Am 10. Februar 1806 wurde er Sous-Lieutenant im 1. Dragonerregiment, mit dem er an den Feldzügen in Preußen (1806), Polen (1807), Österreich (1809) und Russland (1812) teilnahm. Er kämpfte in der Schlacht bei Golymin und Pultusk (26. Dezember 1806) teils, der Schlacht bei Heilsberg (10. Juni 1807) und der Schlacht bei Friedland (14. Juni 1807); am 1. Oktober 1807 wurde er zum Mitglied der Ehrenlegion ernannt.
Am 2. März 1809 wurde er zum Leutnant im 25. Dragonerregiment befördert, am 10. März 1809 zum Aide-de-camp von General Nansouty ernannt, am 26. Juli 1809 schließlich zum Hauptmann im selben Korps; er kämpfte in der Schlacht bei Regensburg (23. April 1809), der Schlacht bei Aspern (21./22. September 1809) und der Schlacht bei Wagram (5./6. Juli 1809).
Am 12. Februar 1811 wurde er zum Ordonnanzoffizier ernannt; er erhielt den Auftrag, die Küsten der Niederlande und Dänemarks zu inspizieren und nachdem er diesen Auftrag erfüllt hatte, schloss er sich Napoleon I. in Posen an und nahm 1812 am Russlandfeldzug teil. Während des Feldzugs wurde er durch den Tod seines Vaters am 14. Juli 1812 Herzog von Mortemart; am 8. April 1813 wurde er zum Baron de l’Empire ernannt.
Der Herzog von Mortemart kehrte mit einer so schlechten Gesundheit aus Russland zurück, dass er nur noch an den letzten Ereignissen des folgenden Feldzugs teilnehmen konnte. Er kämpfte in der Völkerschlacht bei Leipzig (16.–19. Oktober 1813) und in der Schlacht bei Hanau (30./31. Oktober 1813); aufgrund seines Einsatzes in dieser letzten Schlacht wurde er am 30. November 1813 zum Offizier der Ehrenlegion befördert; er kehrte mit der Armee nach Frankreich zurück.
Im April 1814 war er einer der ersten, die die Idee der Entmachtung Napoleons I. unterstützten.

### Die Restauration
Während der Ersten Restauration ernannte Ludwig XVIII. ihn zum Pair de France auf Lebenszeit (4. Juni 1814) und zum Capitaine-colonel der Cent-suisses der Garde royale, ein Amt, das zur Zeit der Revolution der Herzog von Brissac, sein Großvater mütterlicherseits, innehatte; am 25. August 1814 wurde er außerdem zum Ritter im Ordre royal et militaire de Saint-Louis  ernannt.
Am 20. März 1815 (Napoleon Rückkehr von Elba) begleitete der Herzog von Mortemart die Prinzen bis nach Béthune, wo das Maison militaire du roi de France entlassen wurde; kurz darauf schloss er sich Ludwig XVIII. in Gent an und kehrte im Juli mit dem König zurück. Am 19. August 1815 wurde sein Pairstitel erblich.
Er reorganisierte daraufhin seine Kompanie der Garde à pied ordinaires du corps du roi, leitete das Wahlmännerkollegium des Departements Haute-Vienne und wurde am 14. Oktober und 22. November 1815 zum Generalmajor der Garde nationale de Paris, am 14. Dezember 1815 zum Maréchal de camp, am 22. Januar 1816 zum Kommandeur der Ehrenlegion, am 17. August 1822 zum Großoffizier der Ehrenlegion und am 30. Mai 1825 zum Ritter im Orden vom Heiligen Geist.
Im April 1828 wurde er als Botschafter nach Sankt Petersburg geschickt, um Comte de La Ferronnays zu ersetzen. Am 24. Dezember 1829 wurde er zum Lieutenant-général befördert. Anfang 1830 kehrte er nach Frankreich zurück. Als er von den Juliordonnanzen (25. Juli 1830) erfuhr, begab er sich sofort zu Karl X., um zu erreichen, dass sie zurückgezogen wurden.
Aber in den Straßen von Paris wurde bereits gekämpft und der König glaubte, ein ausreichendes Zugeständnis zu machen, indem er den Herzog von Mortemart am 29. Juli den Auftrag anbot, ein Kabinett zusammenzustellen, in dem er den Vorsitz führen würde. Der Herzog gab dem Drängen des Königs erst nach, nachdem ihm versichert worden war, dass die Verordnungen verschoben und die Kammern unverzüglich einberufen würden: Aber die verstrichene Zeit hatte den Gang der Ereignisse nicht aufgehalten, und als Mortemart bei der Versammlung der Abgeordneten erschien, erhielt er von Simon Bérard nur die Antwort: „Es ist zu spät.“
Dennoch ließ er sich im Palais du Luxembourg nieder, enthielt sich aber jeglicher Initiative und Erklärung. Angesichts der Haltung des Hôtel de Ville musste er sich schließlich geschlagen geben und schloss sich dem König auf Schloss Saint-Cloud an.

### Die Julimonarchie
Der Herzog von Mortemart hatte zwar einen Eid auf die Julimonarchie geschworen, saß aber weiterhin im Oberhaus. Am 8. Januar 1831 wurde er zum Großkreuz der Ehrenlegion erhoben und als Generalinspekteur eingesetzt.
Er blieb der neuer Monarchie treu, verweigerte aber Louis-Philippe I., einer der Trauzeugen dessen ältesten Tochter Louise zu werden, als diese am 9. August 1832 König Leopold I. von Belgien heiratete. Wie Rodolphe Apponyi (1802–1853) in seinem Tagebuch notierte, war Louis-Philippe darüber „wütend und die Königin tief verletzt“.
Seine Zustimmung zum neuen Regime hingegen begründete er wie folgt: „Um ein Land mit 32 Millionen Franzosen zu regieren“, schrieb er am 31. Oktober 1833 an einen Freund, „muss man mindestens 31 Millionen von ihnen zufriedenstellen. Karl X. dachte nicht daran und verließ sich auf sein Recht, das unterging, wie es begonnen hatte, durch den Willen der Massen. Die gegenwärtige Regierung ist eine Notwendigkeit der sozialen Existenz für Europa.“
Am 5. Januar 1833 nahm er den Auftrag an, die Anerkennung des neuen Regimes durch Zar Nikolaus I. zu erreichen, der die Julirevolution von 1830 nicht mit seinen ablehnenden Äußerungen verschonte. Der Herzog von Mortemart, der als außerordentlicher Botschafter nach Sankt Petersburg reiste, trat dort die Nachfolge des Botschafters Herzogs von Treviso an und blieb bis 1833.
Danach kehrte er in die Pairskammer zurück, wo er sich für eine liberale Politik einsetzte.

### Die Zweite Republik und das Zweite Kaiserreich
Am 8. Juni 1848 wurde er als General in den Ruhestand versetzt und vom Prince-Président wieder aktiviert, der ihm vergeblich das Außenministerium anbot und ihn zum Kommandeur der 19. Militärdivision (Bourges) und schließlich zum Senator des Zweiten Kaiserreichs (27. März 1852) ernannte.
Der Herzog nahm kaum an den Sitzungen des Senats teil, hielt sich auch vom neuen Hof fern und widmete sich wohltätigen Zwecken. Nur einmal erinnert er sich an seine Beziehungen zu den Männern des Zweiten Kaiserreichs, als er in einem empörten Brief an Victor de Persigny gegen die Abschaffung der Société de Saint-Vincent-de-Paul protestierte.
Seine Frau erbte von ihrer Tante, der Herzogin von Charost, das Schloss Meillant, das er gemeinsam mit ihr restaurieren ließ und das noch heute dem Haus Mortemart gehört.
Er ruht in einer Grabkapelle auf dem Friedhof von Neauphle-le-Vieux (Département Yvelines).
Da er keine männlichen Nachkommen hinterließ, folgte ihm René de Rochechouart de Mortemart, der Sohn seines Vetters, als Herzog von Mortemart.

## Ehe und Nachkommen
Am 26. Mai 1810 heiratete er Virginie Antoinette Pauline de Sainte-Aldegonde († 26. Oktober 1878 in Paris), Tochter von Pierre François Balthazar de Sainte-Aldegonde, Comte de Sainte-Aldegonde, und Anne Joséphine du Bouchet de Sourches de Tourzel. Ihre Kinder sind:
- Alice Félicie Victurnienne (* 5. April 1811; † 24. September 1867 auf Schloss Saint-Vrain), ⚭ 28. Dezember 1833 Edmond Albert Comte de Sainte-Aldegonde
- Arthur François François Timoléon Victurnien (* 13. April 1812 in Paris; † 8. Oktober 1840 in Neauphle-le-Vieux), Prince de Tonnay-Charente
- Henriette Emma Victurnienne (* 31. Dezember 1814; † 20. April 1919 in Paris), ⚭ 13. Juli 1835 Alphonse Pierre de Cardevac d'Havrincourt, Marquis d'Havrincourt († 19. Februar 1892 in Havrincourt)
- Cécile Victurnienne (* 24. Februar 1817; † 24. März 1888 in Paris), ⚭ 19. Januar 1839 comte Ernest Louis Marie Sylvestre Budes, Comte de Guébriant
- Berthe Victurnienne (* 16. April 1825 in Paris; † 26. Januar 1882 ebenda), ⚭ 13. August 1844 in Paris Étienne Prince de Beauvau (* 1818; † 17. September 1865 in Thoisy (Côte-d’Or))